# Carsan
Carsan é uma comuna francesa na região administrativa de Occitânia, no departamento de Gard. Estende-se por uma área de 11,71 km². Em 2010 a comuna tinha 741 habitantes (densidade: 63,3 hab./km²).